# Ponta Porã
Ponta Porã là một đô thị thuộc bang Mato Grosso do Sul, Brasil. Đô thị này có diện tích 5328,621 km², dân số năm 2007 là 72206 người, mật độ 13,55 người/km².